# سانچو گراسیا
سانچو گراسیا (انگلیسی: Sancho Gracia؛ ۲۷ سپتامبر ۱۹۳۶ – ۸ اوت ۲۰۱۲) یک هنرپیشه اهل اسپانیا بود.

## فیلم‌شناسی
- خودروی حمل زندانیان (۲۰۰۳)
- The Witching Hour (۱۹۸۵)
- دیک تورپین (فیلم ۱۹۷۴) (۱۹۷۴)
- آوای وحش (۱۹۷۲)
- Savage Pampas (۱۹۶۶)
- در پس نقاب زورو (۱۹۶۵)